# 宇野清左衛門
宇野 清左衛門（うの せいざえもん、1849年7月17日（嘉永2年5月28日） - 1926年（大正15年）3月22日）は、明治から大正時代の政治家、銀行家。貴族院多額納税者議員。

## 経歴
陸奥弘前藩領津軽郡上十川村（六郷村を経て現黒石市）に生まれる。南黒地方第一の大地主、豪農。青森県下納税額10位を下回ることがなかった。1890年（明治23年）六郷村長に就任。1900年（明治33年）尾上銀行を創立し、同取締役。ほか、青森県農工銀行頭取、黒石銀行取締役、青森県森林会議員、大日本産業組合中央会会員などを歴任した。
1897年（明治30年）貴族院議員に立候補して落選したが、1914年（大正3年）当選して念願を果たし、同年1月21日に就任し、1916年（大正5年）5月10日まで在任した。1911年（明治44年）には仇敵の間柄だった加藤宇兵衛の長男に孫娘みよ(長男勇作の長女)を娶せ、仲人は県政界の実力者である竹内清明で、「政略結婚」との世評が立った。

## 親族
- 長男：宇野勇作（貴族院多額納税者議員）[3]
- 二男：宇野要三郎（大審院刑事部長）[3]
- 孫:きよ (貴族院多額納税者議員 加藤宇兵衛長男誠一妻)[6]